# Romilly James Heald Jenkins
Romilly James Heald Jenkins, né le 10 février 1907 à Hitchin et mort le 30 septembre 1969, est un universitaire et professeur britannique spécialiste de l'Empire byzantin et de la Grèce moderne. Il occupa le prestigieux siège de professeur Koraes d'histoire, de langue et de littérature grecques et byzantines au King's College de Londres de 1946 à1960.

## Biographie
Jenkins est né à Hitchin, dans le comté d'Hertfordshire, au nord de Londres. Il étudie les lettres classiques à l’école puis se rend en Grèce en tant qu’étudiant à la British School d’Athènes de 1933 à 1936. Il y occupe le poste de directeur adjoint puis devient, en 1936, membre du conseil d’administration du comité de direction. En 1948, il est nommé administrateur puis occupe, de 1951 à 1958, la fonction de président du comité de direction. De 1936 à 1946, il fut conférencier Lewis Gibson en grec moderne à l'Université de Cambridge.
Pendant la Seconde Guerre mondiale, il sert dans les services diplomatiques britanniques. En 1946, il est nommé professeur Koraes d'histoire, de langue et de littérature grecques et byzantines au King's College de Londres, ainsi que conférencier honoraire en archéologie classique. De 1960 à sa mort, il est professeur d'histoire et de littérature byzantines à l'institut Dumbarton Oaks.

## Sources
- (en) Cet article est partiellement ou en totalité issu de l’article de Wikipédia en anglais intitulé « Romilly Jenkins » (voir la liste des auteurs).
- Cyril Mango : Romilly James Heald Jenkins. (1907-1969). Dans: Dumbarton Oaks Papers 23/24, 1969/1970,  (ISSN 0070-7546)   , pp.   7-13.
- Nécrologie. Dans: The Times, 9 octobre 1969.